# Raluca Turcan

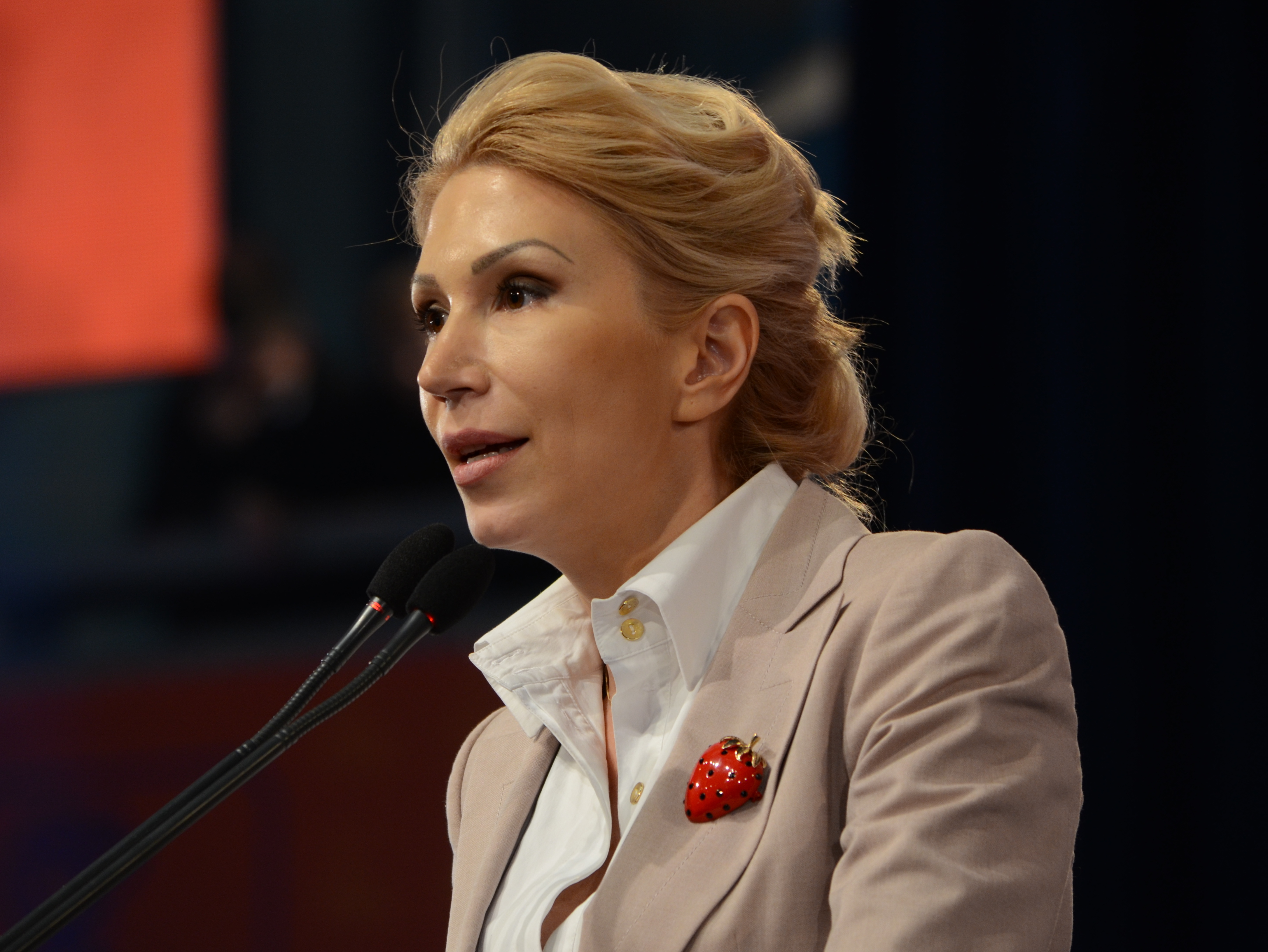
Raluca Turcan (2013)

Raluca Turcan (* 2. April 1976 in Botoșani) ist eine rumänische Wirtschaftswissenschaftlerin und Politikerin. Sie war stellvertretende Ministerpräsidentin von Rumänien und ist seit dem 15. Juni 2023 Kulturministerin.

## Leben
Die Tochter von Dumitru und Maria-Margareta Tatarcan wurde in Botoșani geboren. Nach der Schule studierte sie an der Wirtschaftsakademie Bukarest und von 1996 bis 1999 am Puschkin-Institut in Moskau.
Von 2000 bis 2004 war sie Parlamentarierin im rumänischen Senat und von 2000 bis 2006 außerordentliche Professorin an der Universität Transilvania Brașov und an der Rumänisch-Deutsche Universität. In der Zeit von 2002 bis 2004 war sie auch Beraterin des ehemaligen Ministerpräsidenten Theodor Stolojan. Nach dem Parteiausschuss aus der Partidul Național Liberal (PNL) trat sie der neu gegründeten Partidul Liberal Democrat (PLD) bei.
2007 wurde sie Vizepräsidentin der PLD. Im Dezember 2007 fusionierte die Partidul Liberal Democrat mit der Partidul Democrat zur Partidul Democrat Liberal (PDL). Nachfolgend war sie in der Zeit von Dezember 2007 bis Mai 2011 und von Juni 2012 bis 2014 auch Vizepräsidentin der PDL.
Nach dem Rücktritt von Alina Gorghiu war Turcan vom 21. Dezember 2016 bis zum 17. Juni 2017 Interimspräsidentin der PNL. Am 17. Juni 2017 wurde dann Ludovic Orban zum neuen Parteivorsitzenden gewählt. Seit dem 4. November 2019 ist sie stellvertretende Ministerpräsidentin im Kabinett Ludovic Orban I bzw. Kabinett Ludovic Orban II.
Raluca Turcan ist seit 2004 mit Valeriu Turcan verheiratet und hat einen Sohn.